# Alain Leclère (facteur d'orgues)
Pour les articles homonymes, voir Leclère.
Alain Leclère est un facteur d'orgues français né le 13 décembre 1946 à Clamart, mort le 12 janvier 1987 à Condom.

## Biographie
Il est né dans une famille d'artisans de Clamart et a d'abord développé un talent de dessinateur. C'est alors un habitué des tribunes des églises parisiennes.
En 1965, il se lance dans la construction de son premier orgue dans une dépendance de l'atelier familial. Il n'a alors que 19 ans.
Il décide d'apprendre son métier de facteur d'orgues chez Jean-Georges & Yves Kœnig, à Sarre-Union. Il travaille dans cet atelier avec Arthur Bauer qui va orienter la suite de sa carrière.
Il se marie avec Christiane Huber.
Avec Jean-Louis Loriaut, il décide d'aller en Gascogne où Patrice Bellet leur ouvre son atelier, dans le Gers. 
Il rencontre l'orgue de tribune de Jean de Joyeuse de la cathédrale d'Auch qui est pour lui une révélation. Il décide de s'installer à La Romieu où il peut développer son goût de l'ancien et de l'authentique près de sa collégiale.
Il va restaurer les orgues historiques de Pibrac en 1980, L'Isle-Jourdain et Grézels en 1983, Fleurance en 1984, Nérac en 1985, de Verdun-sur-Garonne en 1985, de Vicdessos et de la cathédrale de Lectoure en 1986 qu'il n'a pu terminer. Il a construit des orgues pour des particuliers et des églises, à l'abbaye aux Dames à Saintes, le petit orgue de l'église de Saint-Rémy-de-Provence. 
Mais son chef-d'œuvre est l'orgue de l'église paroissiale de la-Nativité-de-Notre-Dame  de Terraube. Il a été commandé par l'abbé Jean Gasparotto. Il a voulu construire un orgue respectant les principes en cours au XVIIe siècle. Cependant il a ajouté des aménagements modernes pour étendre les possibilités d'usage pour d'autres musiques que le répertoire français ancien et moderne. Au Grand-Orgue il a préféré des jeux typiques du XVIIe siècle, tiercelette et flageolet plutôt que nazard et tierce. L'orgue comporte 26 jeux, trois claviers (positif, grand orgue et écho) et un pédalier. Le tempérament inégal lui donne une sonorité originale lui permettant de rendre dans toute leur beauté les œuvres baroques de Couperin et Corelli, espagnoles et allemandes. L'orgue a été inauguré le 27 mai 1984 par Francis Chapelet.

## Principales réalisations
- Orgue de Terraube[3]

## Sources
- Pierre Vialle, In memoriam Alain Leclère, p. 7, Nouvelles orgues, no 25, juillet 2014
- Clamart Infos décembre 2013, p. 33 (lire en ligne)